# Демків
Де́мків — село в Україні, у Станіславчицькій сільській громаді Жмеринського району Вінницької області.

## Історія села Демків
Друга половина XVIII ст. відзначилася боротьбою проти феодального гніту і увійшла в історію як Коліївщина. Її очолили прославлені ватажки Максим Залізняк та Іван Гонта. Вони воювали з польськими конфедератами. Краєзнавець Михайло Петрович Солоненко описав випадок тих часів у нашім краї. С урочище біля с. Станіславчик, у ярах і печерах якого ховалися гайдамаки від переслідувань. Лірник Демко був свідком страти великомученика Іван Гонти у місті Могилеві-Подільському. Сліпий лірник добрався до рідного Станіславчика, взявши кобзу, почав співати про прославленого лицаря Гонту. На майдані збирався натовп і слухав кобзаря. Хтось запитав, чи не боїться він дозорчих, що зібралися в корчмі. «Ми в себе вдома, нам нічого боятись, хай у лиходіїв ноги тремтять». І ще гучніше задзвеніли струни. На конях надскочили дозорці. П'яні жовніри розганяли натовп. Один ударив шаблею мужнього співця. У цю хвилину пролунали постріли гайдамаків. Жоден з нападників не вцілів. Гайдамаки допровадили пораненого до хутора, де він через два дні помер. Поховали його біля ставу, який назвали — «Демків», як і хутір. Устим Кармалюк, виявивши непокору головченецькому пану Пігловському, переховувався біля Головченецького ставу по річці Думка. Це місце носить назву «Страхівка».

## Населення

### Мова
Розподіл населення за рідною мовою за даними перепису 2001 року:
| Мова       | Кількість | Відсоток |
| ---------- | --------- | -------- |
| українська | 42        | 97.67%   |
| російська  | 1         | 2.33%    |
| Усього     | 43        | 100%     |